# ميشيل غيروارد
ميشيل غيروارد هو صحفي وممثل كندي، ولد في 22 أغسطس 1944.

## وصلات خارجية
- ميشيل غيروارد على موقع IMDb (الإنجليزية)
- ميشيل غيروارد على موقع قاعدة بيانات الفيلم (الإنجليزية)